# 楠斯莱潘
楠斯莱潘（法語：Nans-les-Pins，法語發音：[nɑ̃s le pɛ̃]）是法国普罗旺斯-阿尔卑斯-蓝色海岸大区瓦尔省的一个市镇，属于布里尼奥勒区。

## 地名
该地名“Nans-les-Pins”发音为[nɑ̃s le pɛ̃]，“Nans”中的字母“s”发音，《世界地名翻译大辞典》与《世界地名译名词典》将其误译作“楠莱潘”。

## 地理
楠斯莱潘（43°22'14"N, 5°46'56"E）面积47.99 平方千米，位于法国普罗旺斯-阿尔卑斯-蓝色海岸大区瓦尔省，该省份为法国东南部沿海省份，北起上普罗旺斯阿尔卑斯省，西北角与沃克吕兹省接壤，西接罗讷河口省，南濒地中海，东临滨海阿尔卑斯省。
与楠斯莱潘接壤的市镇（或旧市镇、城区）包括：特雷茨、普朗多普斯圣博姆、普尔雪、鲁日耶、圣马克西曼-拉圣博姆、圣扎卡里。

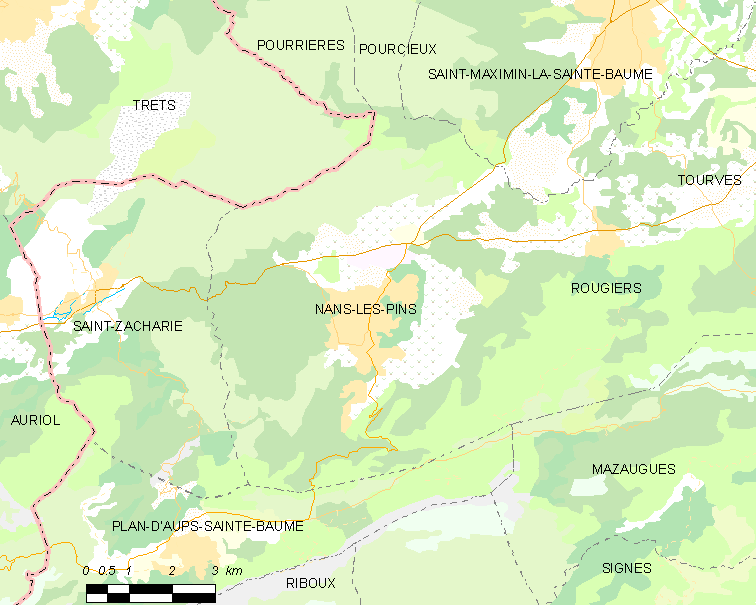
楠斯莱潘的OSM定位图

楠斯莱潘的时区为UTC+01:00、UTC+02:00（夏令时）。

## 行政
楠斯莱潘的邮政编码为83860，INSEE市镇编码为83087。

## 政治
楠斯莱潘所属的省级选区为滨海圣西尔县。

## 人口

1962-2008年间楠斯莱潘人口变化图示

楠斯莱潘于2022年1月1日时的人口数量为5090人。